# Bahnhof Vestamager
Vestamager ist eine oberirdische U-Bahn-Station in der dänischen Hauptstadt Kopenhagen, im südlichen Teil des Stadtteils Ørestad. Die Station wird von der Linie M1 des Kopenhagener U-Bahn-Systems bedient. Die Metrostation in Hochlage wurde am 19. Oktober 2002 für den neuerbauten U-Bahn-Abschnitt Vestamager–Nørreport eröffnet. Sie ist Endstation der Linie M1.